# Àlex Debón Latorre
Àlex Debón Latorre   (la Vall d'Uixó, 1 de març de 1976) és un pilot de motociclisme valencià que competeix en el Campionat del món des de la temporada de 1998, actualment a la categoria de Moto2. L'any 2001 quedà Campió d'Espanya en la categoria de 250cc.
El seu germà gran, Xavier Debón, fou també un destacat pilot de motociclisme que arribà a guanyar el Campionat d'Europa de 125cc l'any 1990.

## Trajectòria

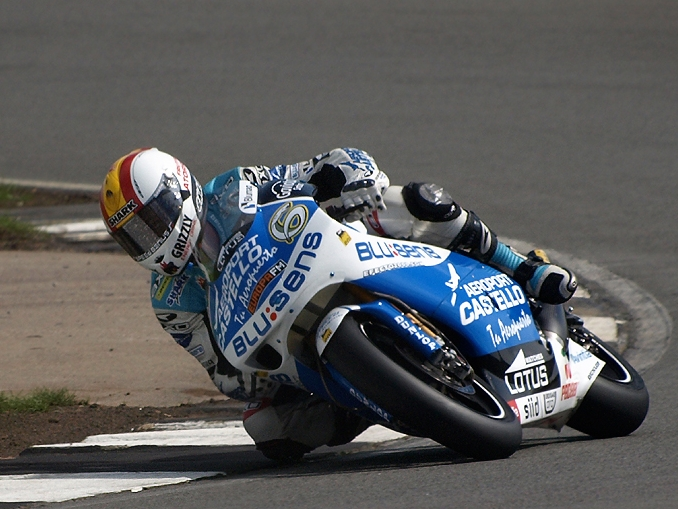
Debón amb l'Aprilia el 2009

Àlex debutà en competició internacional el 2000, quan ja havia fet un grapat de curses com a wildcard (comodí) i, després d'algunes temporades amb resultats discrets, l'any 2006 esdevingué pilot de proves i de reserva d'Aprilia. La temporada de 2008 fou ascendit a pilot fix de la marca, després d'haver obtingut diversos èxits com ara la pole al Circuit de Catalunya el 2006 i a Brno el 2007.
El 2008, encetà la temporada amb una pole al circuit de Losail, a Qatar, tot liderant la cursa a la volta final, per acabar finalment en quarta posició. Aconseguí la seva primera victòria en Gran Premi el 18 de maig de 2008, al GP de França celebrat al Circuit de Le Mans: Havent-se classificat als entrenaments en la pole, va triar encertadament pneumàtics per a ferm sec en unes condicions climàtiques inestables, i s'allunyà aviat amb un gran avantatge (de fet, l'avantatge fou tan gran que s'arribà a especular si la seva motocicleta no comptaria pas amb sistema de control de tracció, aleshores en desenvolupament per part d'Aprilia de cara a la seva màquina de MotoGP). Era el seu 112è Gran Premi.
De cara al 2010 va córrer a Moto2 per a l'equip Ajo Motorsport, amb un xassís de FTR Moto. Fou segon a la primera cursa, Qatar, però a Assen patí una forta topada als entrenaments, amb el resultat d'una clavícula trencada, quan ja havia aconseguit el tercer millor temps de la sessió. Més tard, Debón anuncià la seva intenció de retirar-se a final de temporada, i serà substituït per Kevin Coghlan a partir de la temporada de 2011.

## Resultats al Mundial de motociclisme

### Per temporada
| Any   | Categoria | Moto    | Curses | Victòries | Podis | Pole | Punts | Posició |
| ----- | --------- | ------- | ------ | --------- | ----- | ---- | ----- | ------- |
| 1998  | 250cc     | Honda   | 1      | 0         | 0     | 0    | 0     | NC      |
| 1999  | 250cc     | Honda   | 3      | 0         | 0     | 0    | 0     | NC      |
| 2000  | 250cc     | Aprilia | 16     | 0         | 0     | 0    | 33    | 15è     |
| 2001  | 250cc     | Aprilia | 16     | 0         | 0     | 0    | 60    | 11è     |
| 2002  | 250cc     | Aprilia | 16     | 0         | 0     | 0    | 72    | 11è     |
| 2003  | 250cc     | Honda   | 15     | 0         | 0     | 0    | 81    | 11è     |
| 2004  | 250cc     | Honda   | 15     | 0         | 0     | 0    | 82    | 12è     |
| 2005  | 250cc     | Honda   | 16     | 0         | 0     | 0    | 67    | 12è     |
| 2006  | 250cc     | Aprilia | 5      | 0         | 0     | 0    | 50    | 13è     |
| 2007  | 250cc     | Aprilia | 4      | 0         | 1     | 0    | 27    | 18è     |
| 2008  | 250cc     | Aprilia | 16     | 2         | 4     | 2    | 176   | 4t      |
| 2009  | 250cc     | Aprilia | 15     | 0         | 1     | 2    | 101   | 10è     |
| 2010  | Moto2     | FTR     | 14     | 0         | 1     | 0    | 73    | 16è     |
| Total |           |         | 152    | 2         | 7     | 4    | 822   |         |

### Curses per any
Barem de puntuació de 1993 ençà:
| Posició | 1  | 2  | 3  | 4  | 5  | 6  | 7 | 8 | 9 | 10 | 11 | 12 | 13 | 14 | 15 |
| Punts   | 25 | 20 | 16 | 13 | 11 | 10 | 9 | 8 | 7 | 6  | 5  | 4  | 3  | 2  | 1  |

(Ids. Grans Premis | Llegenda) (Curses en negreta indiquen pole; curses en  itàlica indiquen volta ràpida)
| Any  | Categoria | Bike    | 1      | 2      | 3       | 4       | 5     | 6       | 7       | 8       | 9     | 10      | 11      | 12     | 13     | 14     | 15    | 16      | 17      | Pos | Punts |
| ---- | --------- | ------- | ------ | ------ | ------- | ------- | ----- | ------- | ------- | ------- | ----- | ------- | ------- | ------ | ------ | ------ | ----- | ------- | ------- | --- | ----- |
| 2008 | 250cc     | Aprilia | QAT 4  | ESP 6  | POR Ret | CHN 5   | FRA 1 | ITA 2   | CAT 4   | GBR 7   | DTT 4 | GER Ret | CZE 1   | SM Ret | INP C  | JPN 3  | AUS 5 | MAL 6   | VAL Ret | 4t  | 176   |
| 2009 | 250cc     | Aprilia | QAT 14 | JPN 5  | ESP Ret | FRA Ret | ITA 7 | CAT 5   | DTT 6   | GER 2   | GBR 6 | CZE Ret | INP Ret | SM 7   | POR 9  | AUS 13 | MAL 7 | VAL NVC |         | 10è | 101   |
| 2010 | Moto2     | FTR     | QAT 2  | ESP 25 | FRA 16  | ITA 10  | GBR 5 | DTT NVC | CAT Ret | GER Ret | CZE 7 | INP Ret | SM      | ARA 22 | JPN 10 | MAL 5  | AUS 9 | POR NVC | VAL 13  | 16è | 73    |